# Завера Окамото Даихачија
Завера Окамото Даихачија (јап. 岡本大八事件), откривена 1612, био је тежак случај корупције на двору шогуна Токугава Ијејасуа, у који су били умешани његови најповерљивији хришћански вазали. Овај случај уздрмао је поверење шогуната Токугава у своје хришћанске поданике и довео је до званичне забране хришћанства у Јапану 1614. године.

## Позадина
Занимљиво, али не и изненађујуће, почетак антихришћанских мера Токугава режима је био блиско повезан са решавањем проблема корупције у влади Токугаве. Човек који је покренуо овај скандал био је хришћански великаш Протасио Арима Харунобу.
Арима, који је тражио додавање одређених имања у провинцији Хизен свом феуду, мислио је да може постићи овај циљ исплатом велике суме новца Окамото Даихачију, помоћнику Ијеиасуовог вишег саветника Хонда Масазумија (1565—1637). Окамото је узео мито, али није могао ништа боље него да фалсификује тражена документа. Године 1612. ова превара је неизбежно била разоткривена и Окамото је погубљен, али не пре него што је имао прилику да окриви Арима Харунобуа због завере за убиство комесара шогуната у Нагасакију, Хасегава Сахјо-а.
Из најмање два разлога, ова ствар је била далеко озбиљнија него што се може чинити: да се додела земље вазалима, ствар која се налази у самом средишту и сржи феудалних односа, може свести на пословну понуду између локалних великаша и релативно ниско рангираних чланова њихове државне управе шокирало је вође Токугава режима, пензионисаног шогуна Иејасуа (владао 1603-5) и његовог наследника Хидетаду (1579—1632, владао 1605-23). А случај да је гувернер једног од најважнијих директних поседа шогуната, лучког града Нагасакија, постао предмет завере за убиство, покренула је шира питања у вези са лојалношћу западних господара. Није помогло ни то што су оба учесника у овом гадном послу, Протасио Арима и Пауло Окамото, били хришћани.

## Последице
За своју улогу у инциденту Окамото Даихачи, Дом Протасио Арима је прво био прогнан из своје провинције, а затим осуђен на смрт. Али инцидент је имао далеко шире последице од казне овог једног даимјоа. Токугава су се осветнички окренули против хришћанства, забранивши религију у доменима шогуна. Непотребно је рећи да су ову меру имитирали њихови поданици, властелини. Један од првих који је покушао да се додвори Токугави на тај начин био је Харунобуов син, Дом Мигел Арима (Наозуми, 1586-1641), кога је шогунат поставио као даимјоа у Арими, и одмах је започео масовне напоре да присили своје католичке поданике да напусте своју веру. Недовољно успешан у том настојању да удовољи својим господарима, 1614. је премештен у други феуд, Нобеока у Хјуги. Иза себе је оставио немирно хришћанско становништво и расадник побуне Шимабара, побуне великих размера која је избила 1637. и учврстила Едо бакуфу у његовом негованом уверењу да је хришћанство субверзивна вера.
Званична забрана хришћанства у Јапану проглашена је 1. фебруара 1614, за остатак Токугава ере у документу који је имао снагу закона предака, јер је написан по налогу оснивача династије, Ијеиасуа. Ова „Изјава о протеривању Батерена“, коју је саставио зен монах Кончиин Суден (1563—1633), прво понавља стандардну традиционалистичку изреку, „Јапан је земља богова“, а затим изјављује да хришћани настоје да Јапан претворе у „своју својину“. Њихова религија их учи да „крше владине прописе, презиру шинтоизам, клеветају Истински закон, уништавају праведност, кваре доброту“ – укратко, да поткопају домаће јапанске, будистичке и конфучијанске основе друштвеног поретка. Зато је хришћанство крајње „погубна доктрина“.
Оно што је поткопавало друштво, међутим, морало је бити искорењено. Отуда је од ове 1614. године па надаље уследио општи прогон хришћана у Јапану.